# Luoyanggia
Luoyanggia (лат.) — род динозавров-тероподов из семейства овирапторид (Oviraptoridae), живших во времена верхнемеловой эпохи (около 99 млн лет назад) на территории современного Китая.
Единственный вид Luoyanggia liudianensis описали Люй Цзюньчан, Сюй Ли, Цзян Сяоцзюнь, Цзя Сунхай, Ли Мин, Юань Чунси, Чжан Синляо и Цзи Цян в 2009 году по голотипу IVPP V15979 — из частичному скелету. Родовое название дано в честь городского округа Лоян, видовое — в честь города Liudia. Ископаемые остатки были найдены в формации Mangchuan провинции Хэнань.